# Стохастическое охлаждение
Стохасти́ческое охлажде́ние — метод охлаждения пучков заряженных частиц в ускорителях. Метод предложен Ван дер Меером в 1968 году и впервые применён для охлаждения протонов в кольце ISR в международном центре ЦЕРН в 1975 году. Изобретение было отмечено нобелевской премией по физике в 1984 году, присуждённой Ван дер Мееру (совместно с Карло Руббиа).

## Принцип действия
Основу принципа действия проще всего понять на движении одной частицы. Охлаждением называется сокращение поперечных компонент импульса. Если частица имеет ненулевой поперечный импульс, она совершает бетатронные колебания в фокусирующей структуре синхротрона. Измерив отклонение частицы от равновесной орбиты чувствительным датчиком (пикапом), можно, усилив сигнал, подать его на вход быстрого импульсного элемента (кикера), который погасит колебания. Необходимо, чтобы сигнал приходил к кикеру одновременно с пучком частиц, то есть, из-за задержек в усилителе, для релятивистских частиц путь для сигнала должен быть короче пути вдоль орбиты. Также необходимо, чтобы между пикапом и кикером укладывалось нечётное число четвертей бетатронных колебаний.
Реальный пучок состоит из множества (106−1013) частиц. Однако, имея достаточно широкополосный усилитель, можно отслеживать флуктуации координаты центра тяжести вдоль пучка. Если пучок несгруппирован, имеется перемешивание частиц в продольном направлении, что делает охлаждение эффективным на протяжении многих оборотов. К настоящему времени попытки стохастического охлаждения сгруппированного пучка не были успешными.

## Продольное охлаждение
Продольное охлаждение (сокращение разброса продольных импульсов) также возможно. Для этого используется т. н. пикап Пальмера, то есть датчик, расположенный в точке, где велика дисперсионная функция. Это позволяет измерить отклонение частиц по импульсу и передать сигнал на структуру, ускоряющую или замедляющую частицы.

## Применение
В России впервые стохастическое охлаждение было применено в ОИЯИ на ускорителе Нуклотрон в 2013 году.